# Universidade Metropolitana de Santos
A Universidade Metropolitana de Santos (ou UNIMES) é uma instituição de educação superior que iniciou suas atividades em 20 de junho de 1968, como Centro de Estudos Unificados Bandeirante (CEUBAN).

## História
O Centro de Estudos Unificados Bandeirante (CEUBAN) iniciou suas atividades em 20 de junho de 1968, sob a antiga denominação de Sociedade Civil de Educação Física de Santos. 
Em abril de 1969, foi criada a sua primeira faculdade, a Faculdade de Educação Física, que funcionava nas dependências do Brasil Futebol Clube. Atualmente, a Faculdade de Educação Física (FEFIS) está instalada no Campus II.
A partir de 1972, começou a funcionar a Faculdade de Educação e Ciências Humanas “Prof. Laerte de Carvalho”, oferecendo os cursos de Pedagogia e Estudos Sociais. No mesmo ano, teve início a Faculdade de Ciências Comerciais e Administrativas de Santos, com os cursos de Administração de Empresas e Administração de Empresas com ênfase em Comércio Exterior, o primeiro curso do gênero no país.
Em 1976, a instituição criou a Faculdade de Odontologia de Santos, oferecendo o curso de Odontologia e especialização nas áreas de prótese, endodontia, ortodontia e odontopediatria. A Faculdade de Odontologia, hoje, oferece cursos de especialização em 12 áreas e diversas modalidades de clínicas para atendimento odontológico à comunidade, atingindo uma média de 500 procedimentos por dia.
Nos anos 80, a UNIMES iniciou o curso de Ciências Econômicas (86), dentro da estrutura administrativa e acadêmica da Faculdade de Ciências Administrativas e Comerciais. Ainda em 1986, realizou alterações na estrutura organizacional, estabelecendo a fusão da Faculdade de Ciências Comerciais e Administrativas de Santos com a Faculdade de Economia. Dessa coalizão surge a Faculdade de Ciências Contábeis.
Em 1992 começou a oferecer o curso de Marketing, outro curso pioneiro na região.
Em 1996, instituiu o curso de Administração de Empresas com ênfase em Transportes e Logística. Neste ano, iniciou também a Faculdade de Engenharia e Ciências Tecnológicas, oferecendo os cursos de Engenharia de Alimentos, Engenharia da Computação, Ciência da Computação e Engenharia da Produção (Química). Ainda em 1996, teve início a Faculdade de Medicina Veterinária, assim como o primeiro Hospital Universitário de Medicina Veterinária (HOVET), que, atualmente, funciona nas instalações do Campus IV - Morro da Nova Cintra.
Em 1997, foi inaugurada sua Faculdade de Direito. No mesmo ano, a instituição iniciou as atividades da Faculdade de Ciências da Saúde com o curso de Medicina. Medicina se tornou um núcleo gerador de conhecimentos, procurando integrar o ensino, a pesquisa e a educação médica continuada na própria região.
Em 2001, consolidando sua atuação no campo da saúde, foi criado o curso de Enfermagem que passou a ser oferecido a partir de 2002.
No campo da pós-graduação, além dos cursos de especialização que estão direcionados, especialmente, para a área da saúde, a Instituição passou a oferecer também cursos nas áreas de conhecimento dos novos cursos que foram se consolidando. Além disso, a UNIMES possui um curso de mestrado (pós-graduação stricto sensu) nas áreas de Filosofia do Direito e Direitos Difusos e Coletivos oferecido pela Faculdade de Direito.

## Cursos
A UNIMES atualmente oferece cursos de graduação e pós-graduação nas modalidades presencial e EaD, além de cursos de extensão e disciplinas eletivas. 

### Graduação

#### Presencial
- Administração
- Arqueologia
- Arquitetura e urbanismo
- Biomedicina
- Ciências contábeis
- Design de Games
- Direito
- Educação física
- Enfermagem
- Farmácia
- Fisioterapia
- Geografia
- História
- Matemática
- Medicina
- Medicina veterinária
- Música
- Nutrição
- Odontologia
- Pedagogia
- Psicologia
- Relações Internacionais
- Tecnólogo em comércio exterior
- Tecnólogo em gastronomia
- Tecnólogo em logística
- Tecnólogo em paramedicina
- Tecnólogo em recursos humanos

#### Ensino à distância
- Administração
- Arquitetura e urbanismo
- Artes visuais
- Biblioteconomia
- Ciências biológicas
- Ciências contábeis
- Ciências econômicas
- Ciências sociais
- Design de moda
- Educação especial
- Educação física
- Engenharia ambiental
- Engenharia de produção
- Filosofia
- Física
- Gastronomia
- Geografia
- Gestão ambiental
- Gestão comercial
- Gestão de recursos humanos
- Gestão pública
- História
- Letras - Português (idioma)
- Logística
- Matemática
- Música
- Pedagogia
- Química
- Relações internacionais
- Serviço social
- Tecnologia da informação
- Tecnólogo em jogos digitais
- Teologia

### Pós-graduação

#### Lato Sensu

##### Presencial
- Treinamento Personalizado e Funcional
- Odontopediatria
- Imagem: processos, gestão e cultura contemporânea
- Fisiologia do Envelhecimento
- Odontologia
- Gestão de Logística Portuária e Aeroportuária
- Gestão da Logística Integrada
- Sistema de Gestão de Qualidade e Segurança Alimentar
- Aperfeiçoamento em Ortopedia Funcional dos Maxilares
- Anestesiologia Veterinária e Terapia Intensiva
- Oncologia dos Animais de Pequeno Porte
- Pós Graduação Lato Sensu em Comércio Exterior e os Projetos Logísticos
- Especialização em Endodontia
- Psicologia Junguiana e a prática na clínica, educação e organização.
- Especialização em Periodontia

##### Ensino à distância
- Logística e Supply Chain Managenent (SCM)
- História, Filosofia e Ciência Política: Pensamento Político Moderno e Contemporâneo
- Mitologia Clássica nas Artes e na Filosofia
- Auditoria Interna de Sistemas de Gestão Integrados
- Coordenador pedagógico e a Prática Educativa
- Docência e Pesquisa para o Ensino Superior
- Educação Inclusiva
- Educação Infantil
- Educação Matemática: Competências, Habilidades e Significados
- Educação para a Diversidade
- Educação Patrimonial: Desafio para o Ensino, a História e a Cultura
- Ensino de Artes Visuais
- Ensino das Ciências da Natureza
- Ensino de Geografia
- Ensino de Língua e Literaturas de Língua Portuguesa
- Formação Pedagógica: Tecnologias para Gestão da Aprendizagem online
- Formação de Valores na Prática da Educação
- Gestão Ambiental para Educadores
- História, Filosofia e Sociologia das Ciências da Natureza e da Matemática
- Metodologias de Ensino Aplicadas à Educação de Jovens e Adultos

#### Stricto Sensu

##### Presencial
- Medicina Veterinária no Meio Ambiente Litorâneo
- Práticas Docentes no Ensino Fundamental
- Saúde e Meio Ambiente

### Cursos de Extensão

#### Presencial
- Capacitação em Bichectomia
- Curso de Espanhol Instrumental
- Curso de Inglês Instrumental
- Educação Financeira
- Espanhol para Negócios
- Estatística aplicada em pesquisas em Saúde
- Estomatologia: Atenção ao paciente oncológico. (Teórico/Prático)
- Exponenciais e Logaritmos como objeto de estudo e ferramenta na resolução de problemas no ensino médio
- Harmonização Facial com ênfase em Toxina Botulínica, preenchimento facial e lipoenzimática de papada
- Homeopatia - Um reforço terapêutico especializado
- Língua Espanhola
- Linguagens e Práticas no ensino da Geografia: um olhar a partir da Baixada Santista

#### Ensino à Distância
- A Brinquedoteca em diferentes contextos
- A filosofia e o Pensar no Contexto Prático Educacional
- A inclusão dos surdos na escola: um novo professor para um novo aluno
- A Matemática do dia a dia
- A química dos óleos e gorduras
- Business Model Canvas ou Quadro de Modelo de Negócios
- Comportamento do consumidor
- Comunicação Empresarial, com foco em Gestão de Crise
- Educação Ambiental no ensino de Geografia
- Empregabilidade em tempos de crise
- Ensino e Métodos da Língua para os anos Iniciais do Ensino Fundamental
- Fanzine na sala de aula: técnica para ensinar diversos temas com o uso da criatividade
- Finanças Corporativas
- Fotografia, História e Leitura de Imagens
- Fundamentos da Ecologia
- Garantias legais na saúde mental
- Gestão de Contratos Administrativos
- Globalização e Meio Ambiente
- Guia prático da pesquisa acadêmica na internet
- História da arte: Grécia
- Implantação de coleta seletiva para empresas
- Introdução à Legislação ambiental
- Letramento Via Gêneros – Leitura
- Língua Inglesa Conhecimentos Básicos
- Meio ambiente e Energias alternativas
- Mineralogia com enfoque em características e propriedades físicas e químicas.
- Novas Diretrizes para Educação Superior à Distância
- O Consumo na Sociedade Contemporânea
- Passo a Passo para Edição Digital de Partituras
- Política, informação e poder: a democracia e as mídias
- Políticas Públicas de Incentivo ao Microempreendedor
- Políticas públicas e cidadania
- Racionalidade Científica e Imaginação Poética: Do que se trata?
- Sociedade Civil e Conservação Natureza
- Sociedade e Meio Ambiente
- Técnicas de Negociação
- Técnicas de Vendas
- Uma questão de probabilidade
- Uso da Internet em sala de aula

### Disciplinas Eletivas
- História das Ideias Sociais e Políticas
- Empreendedorismo, Liderança e Gestão de Pessoas
- Fundamentos de Museologia, Arquivologia e Patrimônio Cultural
- Música e Folclore
- Arte, Cultura Visual e Educação das Relações Étnico-Raciais
- Políticas Públicas